# Phyllonorycter philerasta
Phyllonorycter philerasta là một loài bướm đêm thuộc họ Gracillariidae. Nó được tìm thấy ở Ấn Độ (Punjab).